# Heterophysa tridontesa
Heterophysa tridontesa är en ringmaskart som beskrevs av Shen och Wu 1991. Heterophysa tridontesa ingår i släktet Heterophysa och familjen Eunicidae. Inga underarter finns listade i Catalogue of Life.